# Robert Eggers
Robert Houston Eggers, egentligen Robert Neil Eggers, född 7 juli 1983 i New York, är en amerikansk filmregissör, manusförfattare, produktionsdesigner, och filmproducent. Han är mest känd för att ha regisserat och skrivit manus till filmerna The Witch, The Lighthouse, och The Northman.
2024 hade hans film Nosferatu premiär, där Lily-Rose Depp, Willem Dafoe och Bill Skarsgård spelar de största rollerna.
Hans filmer är kända för att ha inslag av folklore och mytologi, såväl som grundliga ansträngningar, för att säkerställa historisk autenticitet.
Eggers föddes till den ensamstående modern Kelly Houston i New York, men flyttade sedan till staden Laramie i Wyoming, där modern kom att både träffa och gifta sig med en man, vid namn Walter Eggers. Familjen, som senare kom att utökas med de yngre tvillingbröderna Max och Sam Eggers, flyttade sedan, år 1990, till New England-delstaten New Hampshire och staden Lee, där styvfadern Walter kom att få anställning på University of New Hampshire. Eggers själv kom sedan vid arton års ålder, år 2001, att flytta tillbaka till födelsestaden New York, för att studera på American Musical and Dramatic Academy.
Eggers är gift med den kliniska psykologen Alexandra Shaker, med vilken han har en son, vid namn Houston. Familjen bor tillsammans i Brooklyn i New York.

## Filmografi (i urval)
- 2015 – The Witch
- 2019 – The Lighthouse
- 2022 – The Northman
- 2024 – Nosferatu